# 윤대작
윤대작(1945년 2월 11일 ~ )은 대한민국의 방송인이다.

## 학력
- 전주사범학교
- 중앙대학교 신문방송학과 학사
- 중앙대학교 언론대학원 석사과정 수료 (신문방송학 전공)

## 경력
- KBS 전주방송총국 방송총무팀장 (과장급)
- KBS 광주방송총국 편성제작팀장 (부장급)
- KBS TV제작본부 기획운영팀장 (애니메이션 운영사업팀장 겸임)
- KBS 시사교양본부 편성기획팀장 (국장급)
- KBS 감사실 1실장
- KBS 편성본부 방송정책실장
- KBS 전주방송총국장
- KBS 심의평가실장 (본부장급)
- KBS 사우회 수석위원장

## 대외 활동
- 원광대학교 언론문화연구소 운영위원
- 한국방송학회 회원
- 한국언론학회 회원
- KBS 문화센터 PD연출과정 강사
- 전북대학교 언론심리학부 출강
- 원광대학교 신문방송학과 출강 (매스컴 발달사)
- 경희대학교 언론정보학부 출강 (영상학)
- KBS 기술연구소 수석연구위원
- 남서울대학교 광고홍보학과 겸임교수
- 원광대학교 사회과학대 겸임교수
- KBS 강태원복지재단 사무국장
- 사단법인 여의도클럽 사무국장 (운영이사)
- 방송위원회(현 방송통신심의위원회) 연예오락프로그램 평가자문위원